# Belisana (aranya)
Belisana és una espècie d'aranyes araneomorfes de la família dels família dels fòlcids (Pholcidae). Fou descrita per primera vegada l'any 1898 per Tord Tamerlan Teodor Thorell.

## Taxonomia
Segons el World Spider Catalog, dins del gènere Belisana hi ha 117 espècies reconegudes amb data del desembre de 2018:
- Belisana airai Huber, 2005 — Illes Carolines
- Belisana akebona (Komatsu, 1961) — Japó
- Belisana aliformis Tong & Li, 2008 — Xina
- Belisana amabilis (Paik, 1978) — Corea
- Belisana ambengan Huber, 2005 — Bali
- Belisana anhuiensis (Xu & Wang, 1984) — Xina
- Belisana aninaj Huber, 2005 — Tailàndia
- Belisana apo Huber, 2005 — Filipines
- Belisana australis Huber, 2001 — Moluques, Territori del Nord, Queensland
- Belisana babensis Yao, Pham & Li, 2015 — Vietnam
- Belisana banlakwo Huber, 2005 — Tailàndia
- Belisana bantham Huber, 2005 — Tailàndia
- Belisana bawangensis Zhang & Peng, 2011 — Xina
- Belisana benjamini Huber, 2005 — Sri Lanka
- Belisana bohorok Huber, 2005 — Malàisia, Sumatra, Borneo
- Belisana cas Yao & Li, 2018 – Xina
- Belisana champasakensis Yao & Li, 2013 — Laos
- Belisana chaoanensis Zhang & Peng, 2011 — Xina
- Belisana cheni Yao, Pham & Li, 2015 — Vietnam
- Belisana chenjini Yao & Li, 2018 – Xina
- Belisana clavata Yao, Pham & Li, 2015 — Vietnam
- Belisana colubrina Zhang & Peng, 2011 — Xina
- Belisana crystallina Yao & Li, 2013 — Laos
- Belisana curva Yao, Pham & Li, 2015 — Vietnam
- Belisana daji Chen, Zhang & Zhu, 2009 — Xina
- Belisana davao Huber, 2005 — Filipines, Borneo
- Belisana decora Yao, Pham & Li, 2015 — Vietnam
- Belisana denticulata Pham, 2015 — Vietnam
- Belisana desciscens Tong & Li, 2009 — Xina
- Belisana dian Yao & Li, 2018 – Xina
- Belisana diaoluoensis Zhang & Peng, 2011 — Xina
- Belisana dodabetta Huber, 2005 — Índia
- Belisana doloduo Huber, 2005 — Sulawesi
- Belisana douqing Chen, Zhang & Zhu, 2009 — Xina
- Belisana erawan Huber, 2005 — Tailàndia
- Belisana erromena Zhang & Peng, 2011 — Xina
- Belisana exian Tong & Li, 2009 — Xina
- Belisana fiji Huber, 2005 — Fiji
- Belisana floreni Huber, 2005 — Borneo
- Belisana flores Huber, 2005 — Indonèsia
- Belisana forcipata (Tu, 1994) — Xina
- Belisana fraser Huber, 2005 — Malàisia
- Belisana freyae Huber, 2005 — Sumatra
- Belisana galeiformis Zhang & Peng, 2011 — Xina
- Belisana gedeh Huber, 2005 — Java
- Belisana gigantea Yao & Li, 2013 — Laos
- Belisana gupian Yao & Li, 2018 – Xina
- Belisana gyirong Zhang, Zhu & Cançó, 2006 — Xina
- Belisana halongensis Yao, Pham & Li, 2015 — Vietnam
- Belisana hormigai Huber, 2005 — Tailàndia
- Belisana huberi Tong & Li, 2008 — Xina
- Belisana inthanon Huber, 2005 — Tailàndia
- Belisana jimi Huber, 2005 — Nova Guinea
- Belisana junkoae (Irie, 1997) — Taiwan, Japó
- Belisana kaharian Huber, 2005 — Borneo
- Belisana kendari Huber, 2005 — Sulawesi
- Belisana ketambe Huber, 2005 — Tailàndia, Sumatra
- Belisana keyti Huber, 2005 — Sri Lanka
- Belisana khanensis Yao & Li, 2013 — Laos
- Belisana khaosok Huber, 2005 — Tailàndia
- Belisana khaoyai Huber, 2005 — Tailàndia
- Belisana khieo Huber, 2005 — Tailàndia
- Belisana kinabalu Huber, 2005 — Borneo
- Belisana lamellaris Tong & Li, 2008 — Xina
- Belisana lancea Yao & Li, 2013 — Laos
- Belisana lata Zhang & Peng, 2011 — Xina
- Belisana leclerci Huber, 2005 — Tailàndia
- Belisana leumas Huber, 2005 — Tailàndia
- Belisana leuser Huber, 2005 — Tailàndia, Malàisia, Sumatra, Borneo
- Belisana lii Chen, Yu & Guo, 2016 –
- Belisana limpida (Simon, 1909) — Vietnam
- Belisana longinqua Zhang & Peng, 2011 — Xina
- Belisana mainling Zhang, Zhu & Cançó, 2006 — Xina
- Belisana maogan Tong & Li, 2009 — Xina
- Belisana marena Huber, 2005 — Sulawesi
- Belisana martensi Yao & Li, 2013 — Laos
- Belisana marusiki Huber, 2005 — Índia
- Belisana nahtanoj Huber, 2005 — Sulawesi
- Belisana nomis Huber, 2005 — Malàisia, Singapur
- Belisana nujiang Huber, 2005 — Xina
- Belisana parallelica Zhang & Peng, 2011 — Xina
- Belisana phungae Yao, Pham & Li, 2015 — Vietnam
- Belisana phurua Huber, 2005 — Tailàndia
- Belisana pianma Huber, 2005 — Xina
- Belisana pisinna Yao, Pham & Li, 2015 — Vietnam
- Belisana pranburi Huber, 2005 — Tailàndia
- Belisana protumida Yao, Li & Jäger, 2014 — Malàisia
- Belisana ranong Huber, 2005 — Tailàndia
- Belisana ratnapura Huber, 2005 — Sri Lanka
- Belisana rollofoliolata (Wang, 1983) — Xina
- Belisana sabah Huber, 2005 — Borneo
- Belisana sandakan Huber, 2005 — Malàisia, Sumatra, Borneo
- Belisana sarika Huber, 2005 — Tailàndia
- Belisana scharffi Huber, 2005 — Tailàndia
- Belisana schwendingeri Huber, 2005 — Tailàndia
- Belisana sepaku Huber, 2005 — Borneo
- Belisana strinatii Huber, 2005 — Malàisia
- Belisana sumba Huber, 2005 — Indonèsia
- Belisana tadetuensis Yao & Li, 2013 — Laos
- Belisana tambligan Huber, 2005 — Java, Bali
- Belisana tauricornis Thorell, 1898 — Myanmar
- Belisana tianlinensis Zhang & Peng, 2011 — Xina
- Belisana tongle Zhang, Chen & Zhu, 2008 — Xina
- Belisana triangula Yao, Pham & Li, 2015 — Vietnam
- Belisana vietnamensis Yao, Pham & Li, 2015 — Vietnam
- Belisana wau Huber, 2005 — Nova Guinea
- Belisana xiangensis Yao & Li, 2013 — Laos
- Belisana xishui Chen, Zhang & Zhu, 2009 — Xina
- Belisana yadongensis (Hu, 1985) — Xina
- Belisana yalong Tong & Li, 2009 — Xina
- Belisana yanbaruensis (Irie, 2002) — Japó
- Belisana yangi Zhang & Peng, 2011 — Xina
- Belisana yangxiaodongi Yao & Li, 2018 – Xina
- Belisana yanhe Chen, Zhang & Zhu, 2009 — Xina
- Belisana yap Huber, 2005 — Illes Carolines
- Belisana zhangi Tong & Li, 2007 — Xina
- Belisana zhengi Yao, Pham & Li, 2015 — Vietnam